# Maschinengewehr 08

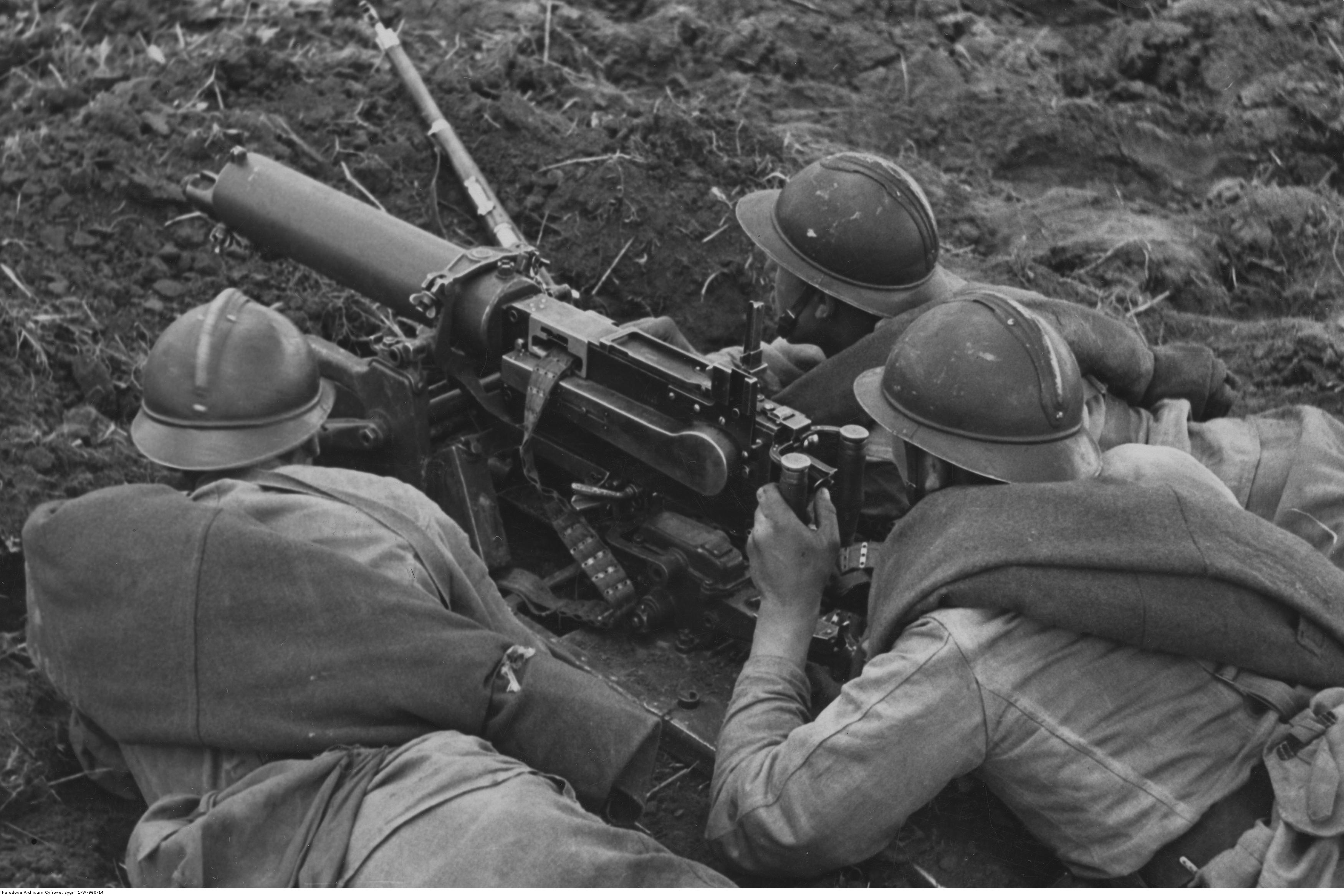
Maxim sMG 08 in Poolse dienst (ca. 1920)

De Nederlandse Mitrailleur M.25 was een (volgens het toenmalige internationale militaire spraakgebruik) zware mitrailleur, die in Duitsland aanvankelijk onder licentie van Maxim werd geproduceerd en vervolgens naar Duitse inzichten werd gemodificeerd. Hoewel deze mitrailleur in principe door één man kon worden bediend, werden organiek een commandant en enkele manschappen bij dit type mitrailleur ingedeeld. De lichte mitrailleur Maxim 08/15 was wel bedoeld om door één man te worden bediend.

## Geschiedenis
De Mitrailleur M.25 was een ontwerp voor de Eerste Wereldoorlog en werd in 1925 door het Nederlandse Leger in gebruik genomen.

### Naam
Door de geallieerden is de naam Spandau bedacht. Zij noemden het wapen zo omdat het door het Duitse Spandau Arsenaal werd geproduceerd. De officiële Duitse naam van het wapen luidt Maxim sMG 08 (en niet LMG 08/15 - dit was een lichtere versie van 1915). In Nederland werd de mitrailleur (sMG 08) in gebruik genomen onder de naam Mitrailleur M.25.

### Gebruik
Er was behoefte aan een nieuw machinegeweer, de Engelsen hadden de Lewis en ook Frankrijk was bezig met het produceren van een nieuw wapen. De Duitsers kwamen met de zware mitrailleur Maxim in 1908. Deze basisconstructie werd echter wel veelvuldig aangepast voor gebruik in vliegtuigen en als een lichter gemaakte versie (lMG 08/15). Hiervoor lieten ze de ZF12 telescoopkijker verwijderen en vervingen ze de affuit voor een veel lichtere tweepoot standaard. Door deze aanpassingen werd het wapen lichter, van 62,5 kg voor de sMG 08 naar 19 kg voor de lMG 08/15.

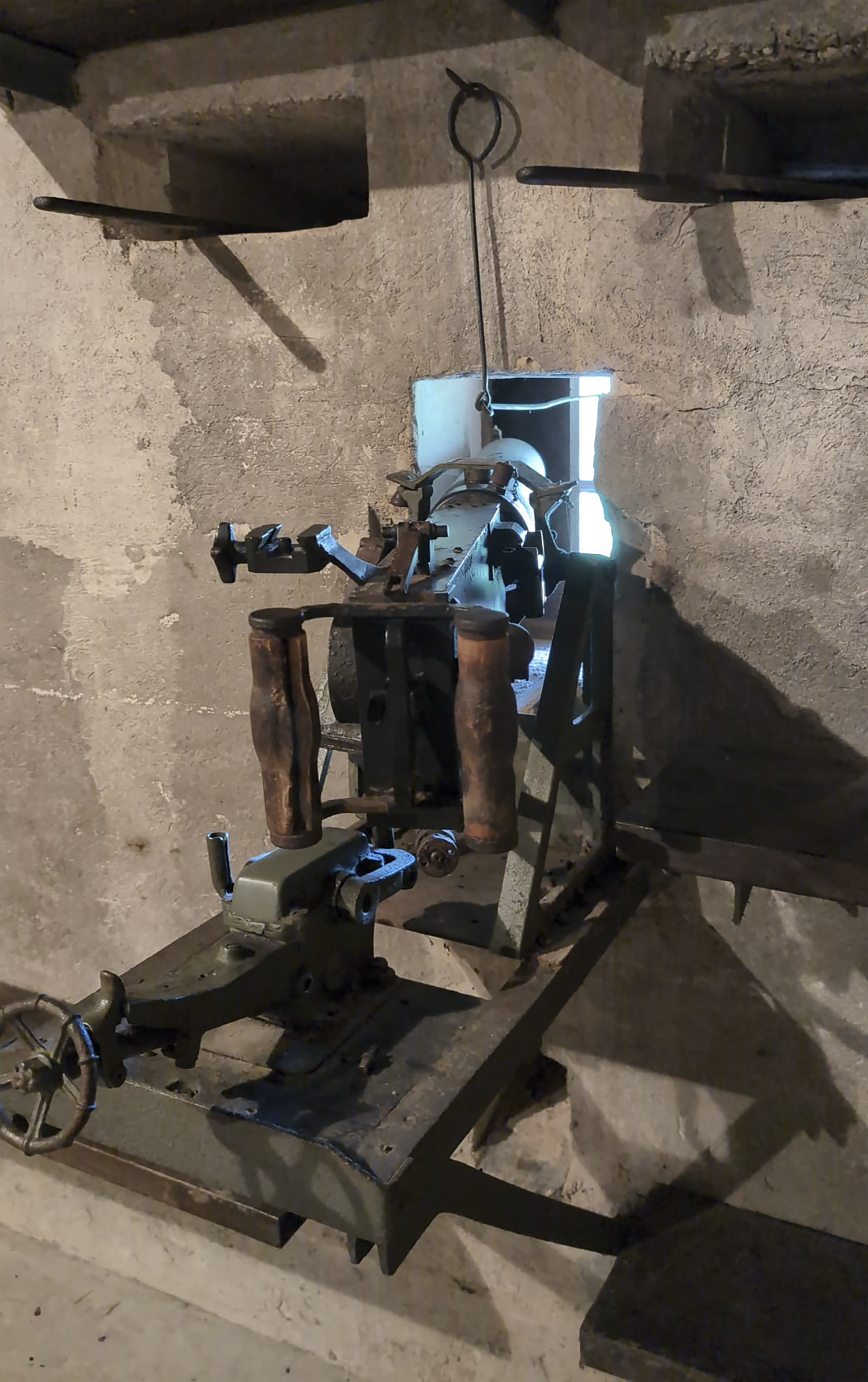
Een MG-08 in het fort van Mutzig

De Maxim bleek een zeer succesvol wapen te zijn en kreeg al gauw de bijnaam “the devil’s paint brush” (de verfkwast van de duivel). Er zijn met dit wapen meer mensen gedood dan met enig ander wapen. Niet alleen het wapen was technisch goed, maar ook de bedieners. De bediening van de machinegeweren was uitmuntend getraind op zowel technisch als tactisch gebied.

## Nederland
De Maxims die Nederland in zijn bezit had waren allemaal geïnterneerd (niet in beslag genomen) van de Duitsers. Ze werden later betaald aan de Duitse regering. Veel van deze wapens waren echter versleten vanwege het intensieve gebruik. Ze werden echter niet vervangen en werden in het begin gebruikt door depottroepen en luchtafweer. Veel van deze wapens waren zo erg versleten dat ze na enkele schoten al uitvielen en sommigen deden het helemaal niet. Ondanks deze mankementen werden de wapens niet vervangen (en dat terwijl het wapen normaal gesproken als zeer betrouwbaar werd beschouwd). Dit kwam waarschijnlijk door geldgebrek van de Nederlandse regering. In de meidagen van 1940 waren er ongeveer 900 Mitrailleurs M.25 aanwezig en deze zijn vrijwel allemaal ingezet bij de luchtafweer. De wapens hadden een lage vuursnelheid, maar bij geen van de andere Nederlandse mitrailleurs was dit beter.
Oorspronkelijk waren deze mitrailleurs ingericht voor de Duitse standaardinfanteriepatroon 7,92 × 57 mm. In Nederland werden deze (en andere) mitrailleurs voorzien van lopen voor de Nederlandse patroon No. 23, die ook aangeduid wordt als 7,92 × 57 R. De patroontoevoer geschiedde met geweven stoffen banden die een capaciteit van 215 patronen hadden.